# Andrea Checchi
Andrea Checchi (* 21. Oktober 1916 in Florenz; † 31. März 1974 in Rom) war ein italienischer Schauspieler.

## Leben
Checchi begann zunächst mit dem Studium der Malerei an der „Scuola di Belle Arti“ seiner Heimatstadt, womit er in die Fußstapfen seines Vaters Amedeo zu treten schien. Mit 18 jedoch ging er nach Rom und begann eine Ausbildung zum Schauspieler am Centro Sperimentale di Cinematografia. Bereits zuvor hatte er seinen ersten Film gedreht; Regisseur war sein dortiger Lehrer, Alessandro Blasetti. Zahlreiche kleinere Auftritte während seiner Ausbildung folgten; dann entwickelte er sich im Kino der Mussolini-Ära zum beliebten Darsteller in Melodramen oder Streifen mit heroischem Hintergrund. In den 1960er Jahren kamen vermehrt Auftritte im Fernsehen dazu, nun auch als Charakterdarsteller, sowie Rollen in kommerziell ausgerichteten Genrewerken wie Italowestern, Kriegs- und Horrorfilmen. Seine Filmografie umfasst etwa 175 Titel.
Zweimal wurde Checchi mit einem Nastro d’Argento ausgezeichnet, 1946 als bester Hauptdarsteller für Due lettre anonime und 1958 als bester Nebendarsteller für Mit Melone und Glacéhandschuhen.
Neben der Schauspielerei betätigte sich Checchi immer wieder als Maler, er hatte mehrere Ausstellungen. Mit seiner am 20. Oktober 1938 geheirateten Frau, der Ungarin Erika Schwarze, hatte er mehrere Kinder.

## Filmografie (Auswahl)
- 1938: Stürme über Morreale (Ettore Fieramosca)
- 1938: Zwischen Leben und Tod (Luciano Serra pilota)
- 1941: Reifende Mädchen (Ora nove, lezione di chimica)
- 1942: Malombra (Malombra)
- 1946: Due lettere anonime
- 1948: Tragische Jagd (Caccia tragica)
- 1949: Die Mauern von Malapaga (Le mura di Malapaga)
- 1950: Einer war zuviel (Atto di accusa)
- 1950: Chronik einer Liebe (Cronaca di un amore)
- 1951: Achtung, Banditi! (Achtung! Banditi!)
- 1952: Andere Zeiten (Altri tempi)
- 1952: Biancas Rache (Sul ponte del sorriso)
- 1953: Die große Rolle (La signora senza camelie)
- 1954: Torpedomänner greifen an (Siluri umani)
- 1955: Gute Nacht, Herr Advokat! (Buonanotte… avvocato!)
- 1955: Der Rommelschatz (Il tesoro di Rommel)
- 1955: Der Tod kam um Mitternacht (Operazione notte)
- 1956: Mit Melone und Glacéhandschuhen (Parola di ladro)
- 1959: Herkules, der Schrecken der Hunnen (Il terrore dei barbari)
- 1960: Akiko (Akiko)
- 1960: Die Freuden der Junggesellen (I piaceri dello scapolo)
- 1960: Die lange Nacht von 43 (La lunga notte del '43)
- 1960: Die Stunde, wenn Dracula kommt (La maschera del demonio)
- 1960: Die 1000 Augen des Dr. Mabuse
- 1960: Und dennoch leben sie (La ciociara)
- 1961: Agent 0-1-7 auf heißer Spur (Caccia all'uomo)
- 1961: Hochwürden Don Camillo (Don Camillo monsignore… ma non troppo)
- 1961: Die Rache der Wikinger (Gli invasori)
- 1961: Trauen Sie Alfredo einen Mord zu? (L'assassino)
- 1962: Zehn Italiener für einen Deutschen (Dieci italiani per un tedesco)
- 1962: Treffpunkt Tanger (Finché dura la tempesta)
- 1964: Die 6 Unbesiegbaren (La vendetta dei gladiatori)
- 1966: Töte Amigo (Quien sabe?)